# Calyptothecium pinnatum
Calyptothecium pinnatum är en bladmossart som beskrevs av Noguchi 1934. Calyptothecium pinnatum ingår i släktet Calyptothecium och familjen Pterobryaceae. Inga underarter finns listade i Catalogue of Life.